# Cornucopina collatata
Cornucopina collatata is een mosdiertjessoort uit de familie van de Bugulidae. De wetenschappelijke naam van de soort is voor het eerst geldig gepubliceerd in 1981 door Hayward.